# Márványos holyva
A márványos holyva (Ontholestes murinus) a rovarok (Insecta) osztályának a bogarak (Coleoptera) rendjéhez, ezen belül a mindenevő bogarak (Polyphaga) alrendjéhez és a holyvafélék (Staphylinidae) családjához tartozó faj. Az Ontholestes génusz leggyakoribb Magyarországon is előforduló faja.

## Elterjedése
A márványos holyva megtalálható az egész palearktikus faunatartományban, de a Mediterráneumban hiányzik. Magyarország szinte minden régiójából van adata.

## Megjelenése
Közepes méretű (10–15 mm) holyvafaj. Nevét a testét borító márványszerű szőrfoltjairól kapta. Feje négyszögletű, rágói erősek. Csápja fonalas. Az állkapcsi tapogató utolsó íze rövidebb, mint a következő. Az előtorának oldalpereme oldalról végig jól látható. Az előtor hátának elülső szögletei hegyesszögűek. Lábszárai töviseket viselnek, elülső lábfejeik kiszélesedett. Valamennyi lábfejük 5 ízű. Megjelenése hasonlít a nem többi fajáéra annyi különbséggel, hogy rágói és a lábai teljesen feketék, míg a csápjai sárga színűek.

## Életmódja
Inkább a nyitott, fátlan területeket kedveli. Legelőkön, réteken találhatjuk meg trágyán (főként marháén) és korhadó, gombásodó növényi anyagok (komposzt, széna) közt. Gyűjtési adatai áprilistól egészen októberig vannak.

## Fordítás
- Ez a szócikk részben vagy egészben  az   Ontholestes murinus című német Wikipédia-szócikk ezen változatának fordításán alapul.  Az eredeti cikk szerkesztőit annak laptörténete sorolja fel. Ez a jelzés csupán a megfogalmazás eredetét és a szerzői jogokat jelzi, nem szolgál a cikkben szereplő információk forrásmegjelöléseként.